# Ichneumon confusor
Ichneumon confusor là một loài tò vò trong họ Ichneumonidae.

## Hình ảnh

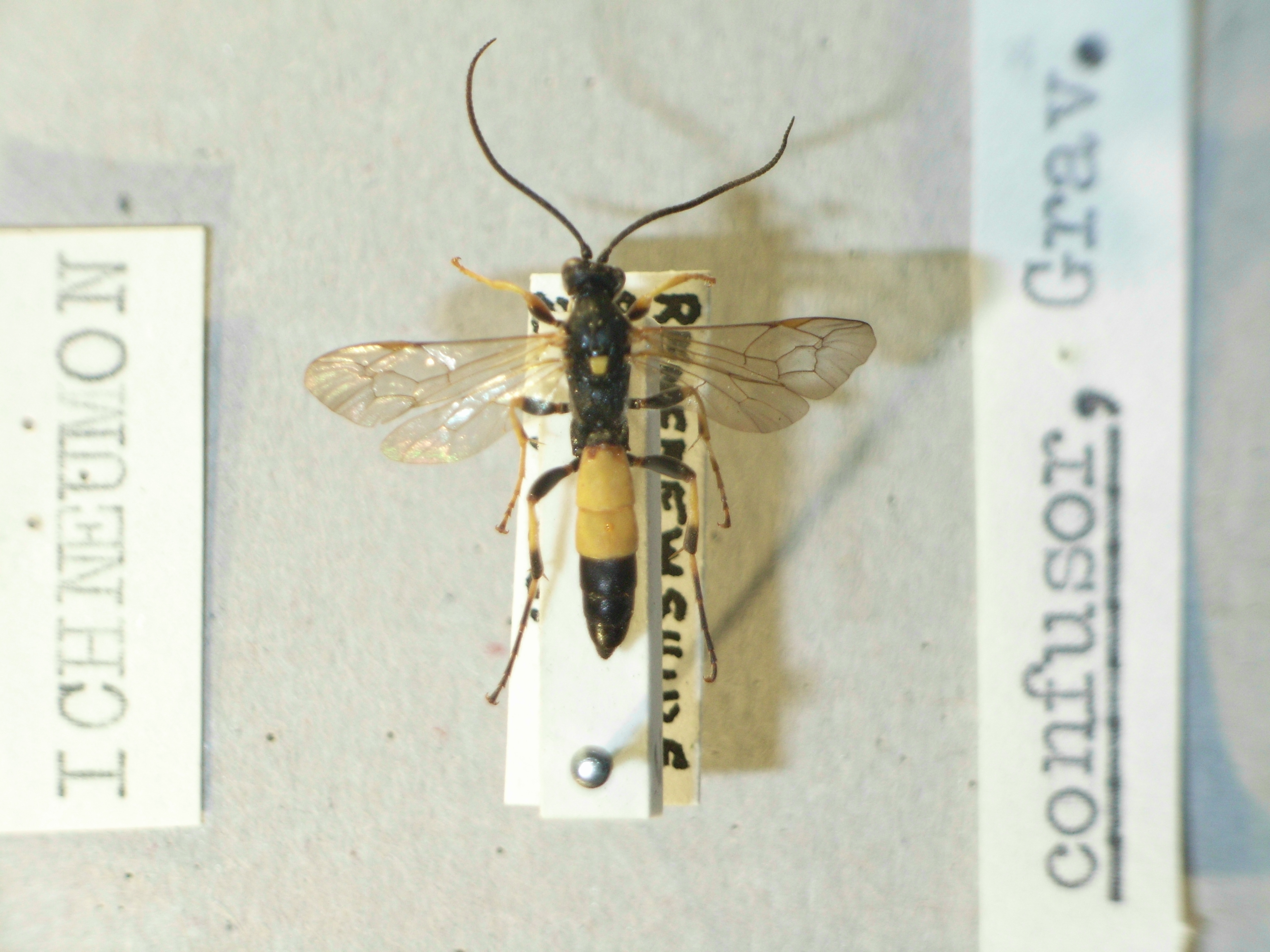